# Jean Kerchbron
 (juin 2025).
Si vous disposez d'ouvrages ou d'articles de référence ou si vous connaissez des sites web de qualité traitant du thème abordé ici, merci de compléter l'article en donnant les références utiles à sa vérifiabilité et en les liant à la section « Notes et références ».
Jean Kerchbron, né le 24 juin 1924 à Paris 13e et mort le 3 février 2003 à Neuilly-sur-Seine, est un réalisateur de télévision français. Ayant activement participé au développement de la télévision après la Seconde Guerre mondiale, il a réalisé 269 films de fiction et plus d'une centaine de documentaires et d'émissions de variétés entre 1949 et 1988.

## Biographie

### Enfance
Jean Kerchbron est issu d'une famille juive modeste venue d'Europe de l'Est. Il est le fils d'Henri Kerchbron, maroquinier et de son épouse Eva Régina Rothschild, née à Arcueil-Cachan et qui était modiste.
Après des études au collège Diderot à Paris, il obtient un diplôme d’ingénieur électricien qui ne le prédestine pas à une carrière de réalisateur. Il suit néanmoins des cours au Conservatoire national des arts et métiers durant l’été de l’année 1941 avec Henri Bajtsztok avec qui il s’est engagé dans la Résistance chez les FTP sous le pseudonyme de Roland Brissot.

### Seconde Guerre mondiale
Jean Kerchbron entre dans la Résistance alors qu'il n'est âgé que de 17 ans. Il est arrêté au Bois de Boulogne au cours d’une opération et est emmené avenue Foch où il est torturé par la Gestapo sans que celle-ci parvienne à lui faire avouer quoi que ce soit. Il est alors emprisonné à Fresnes dans le quartier des condamnés à mort. Puis, découvrant qu’il est juif, ses geôliers l’envoient au camp de Drancy en août 1944. Il sort finalement du camp grâce aux négociations entre les Allemands et le consul de Suède et participe ensuite à la Libération de Paris à la mairie du 2e arrondissement sous les ordres du Capitaine Joiris.
Il reçoit la croix de guerre 1939-1945, ainsi que la Légion d'honneur en février 1985.

### Carrière à la télévision
Le diplôme d’ingénieur électricien en poche, il commence une carrière d’ingénieur du son à la Radiodiffusion française (RDF) en 1944. De 1946 à 1949, il devient metteur en ondes et est donc chargé de gommer les fausses notes, les bruits parasites (il « purifie » les ondes) et de régler le niveau des micros lors des enregistrements radiophoniques.
Le 10 août 1948, il se marie avec Marguerite Gold avec qui il aura deux enfants, Didier et Rémi.
Le 9 février 1949, la RDF devient la RTF (Radiodiffusion-télévision française). De ce fait, Jean Kerchbron commence à travailler pour ce média naissant qu'est la télévision. Il y devient très rapidement réalisateur puisque sa première réalisation, consacrée aux villages de Paris, est diffusée en octobre 1949.
Jean Kerchbron va faire partie de ces gens, bien souvent jeunes, qui vont inventer et poser les bases de la télévision en France. Après avoir tourné quelques documentaires, il commence à réaliser des films de fiction. Il va ainsi participer à l'élaboration de ce qu’on appelle l'école des Buttes-Chaumont.
Rapidement il choisit de porter à l'écran des œuvres littéraires ou de théâtre, que ce soit de Molière, Victor Hugo, Nicolas Gogol ou encore de Marivaux. En 1957, il se lance, en compagnie de Colette Mars, dans la réalisation d'émissions de variétés avec Cabaret du Soir, présentée par Colette Mars et Micheline Sandrel, qu'il réalise jusqu'en 1959.
À partir de 1958, Jean Kerchbron décide d'adapter pour la télévision des pièces de théâtre classique. Il est convaincu que la télévision peut apporter beaucoup à une pièce mais doit aussi adapter sa mise en scène en fonction de chaque texte et surtout ne pas tenter d'imiter la représentation théâtrale. Entre 1958 et 1959, il réalise donc trois pièces de Jean Racine pour la télévision. Ces adaptations lui vaudront de recevoir le Grand Prix de la Critique de Télévision. Par la suite, il continuera d'adapter des pièces de théâtre comme celles de Corneille, de Molière ou encore de Shakespeare qu'il est un des premiers à adapter à la télévision en France.
Le 15 février 1960, la première d'une nouvelle émission a lieu. Elle est due à la rencontre entre Jean Kerchbron et Jacques Charles. Ce dernier est un héros de la guerre 1914-1918 qui, avant et après celle-ci, a été l'un des créateurs des grands spectacles de l'Olympia, du Casino de Paris ou encore des Folies Bergère. Cette rencontre donne donc naissance à : Du Caf’Conc’ au Music-Hall, cette émission va être l'une des instigatrices de ce que l'on appellera la « variété à plume ».
Du caf’conc’ au music-hall sera diffusé jusqu'en 1964, lorsque la  RTF devient l'ORTF (Office de radiodiffusion télévision française). Après cela, Jean Kerchbron continue sur sa lancée, réalisant des fictions, des documentaires, des émissions, etc. Il adapte ainsi pour la télévision Le Mystère de la chambre jaune de Gaston Leroux, Antony d'Alexandre Dumas et encore bon nombre de textes de Victor Hugo, dont L'Homme qui rit. Il s'investit de plus en plus dans ses réalisations devenant scénariste ou co-scénariste de beaucoup de ces œuvres de fiction et créateur original des émissions et documentaires qu'il tourne. Il choisit aussi des sujets plus délicats à traiter comme Le Golem tiré de la Cabbale juive ou encore Les Eaux mêlées d'après le roman homonyme de Roger Ikor (prix Goncourt 1955). En 1974, il reçoit le prix Albert-Ollivier pour Président Faust, une transposition moderne du mythe de Faust signant un pacte avec le diable.
Le 8 juillet 1974, l'ORTF est divisée par l'État en sept établissements autonomes que sont : Radio France, TF1, Antenne 2, FR3, Télédiffusion de France (TDF), la Société française de production (SFP) et l'Institut national de l'audiovisuel (INA).
Les chaînes sont devenues autonomes et concurrentes et le métier de réalisateur créateur se complique. La privatisation de certaines chaînes qui se fera quelques années plus tard enterrera définitivement le Service Public auquel il croyait. Comme il le dira : « le Jean Kerchbron, réalisateur du temps de l’ORTF, est mort avec le monopole du Service public de la Télévision ».
Malgré cela, Jean Kerchbron poursuit son chemin, conservant autant que possible sa ligne directrice, adaptant toujours beaucoup d'œuvres littéraires et de sujets que l'on pourrait encore juger aujourd'hui difficiles pour la télévision, comme Le Château de Kafka.
Entre 1980 et 1983 il réalise deux émissions afin de promouvoir deux projets qui lui tiennent particulièrement à cœur et qui sont, selon lui, des outils qui pourraient s'avérer formidables pour sortir de la crise économique. Il développera d'ailleurs ce point de vue dans un livre : Faut-il tuer 2 500 000 chômeurs ?, qui paraîtra en 1987. Ces deux émissions sont Bonjour Voisin et Rencontre au jardin des musiciens.
La première est la captation d'un projet mis à l’essai dans des villages de France où la situation devient préoccupante (que ce soit au niveau de l’emploi ou autre). Des groupes mobiles d'actions culturelles, économiques et sociales vont dans ces villages et proposent à leurs habitants de se réunir une soirée autour d'un animateur afin de dialoguer, réfléchir sous forme de questions / réponses sur un thème dont la connaissance est expliquée par un spécialiste. La réunion se termine par un débat dont le but est de créer, inventer, entreprendre, faire. Les idées émises sont recueillies et examinées par des ingénieurs, des urbanistes, des économistes, des financiers groupés dans une technostructure d'accompagnement. Puis les réunions continuent, généralement à l'initiative des habitants.
L'opération Bonjour Voisin et ses groupes d'action mobiles est quelque chose auquel Jean Kerchbron croyait énormément. Pour lui la télévision pouvait et devait en devenir un prolongement.
La seconde émission, Rencontre au jardin des musiciens, est complémentaire de Bonjour Voisin. Il s'agit aussi de la captation d'une action mise à l'essai dans certaines grandes écoles qui forment les dirigeants de demain. Il s'agit d'organiser des concerts de musique (qui peut aussi bien être classique que contemporaine) à la fin des cours, si possible en extérieur, sans que cela ait la rigidité d'un concert. Le but est de faire entendre de la musique à des étudiants, d'engendrer un dialogues entre eux et les musiciens, qu'un échange se produise, qu'au milieu de ce monde très rationnel, un peu d'irrationnel, de musique, de poésie, d'art vienne se greffer.
En 1983, il reçoit le Prague d'Or au Festival de Prague pour Les Beaux Quartiers d'après Louis Aragon.
Jean Kerchbron tire sa révérence en 1988, ses dernières réalisations étant un épisode du Commissaire Maigret et La Baleine blanche.
Il meurt le 3 février 2003 à Neuilly-sur-Seine à l'âge de 78 ans, laissant derrière lui 269 films de fiction, plus d'une centaine de documentaires et d'émissions, une cinquantaine de scénarios et un livre. Il est cependant, aujourd'hui, majoritairement oublié.
Il est inhumé au cimetière parisien de Bagneux (division 62).

#### Esthétique de l'image
Jean Kerchbron était un réalisateur qui travaillait beaucoup l'image de ses films en prenant un soin particulier au cadrage et la lumière.
Il passait beaucoup de temps à préparer ses plans qui étaient très dessinés, utilisant autant les gros plans (nécessaires pour la télévision) que la profondeur de champ. Il pensait son découpage en trois dimensions, construisant ses images en profondeur. Il avait le désir de rendre des œuvres fortes par l'image, de les transmettre au grand public.
Cependant, pour lui, le style visuel devait être pensé en fonction de chaque sujet. Il ne cherchait donc pas à imposer un style fort qui lui serait propre sur les histoires qu'il voulait conter, mais cherchait plutôt à chaque fois la meilleure manière de les transposer à l'écran.
L'aspect visuel du film, les cadrages, étaient très importants pour lui et il souhaitait donc tout contrôler jusqu'au bout. Enfin, il travaillait aussi énormément ses décors, afin que ceux-ci apportent implicitement au spectateur des informations et surtout une ambiance.

#### Précision et professionnalisme
Jean Kerchbron a souvent eu une réputation d'être autoritaire et exigeant avec les comédiens et les techniciens. Beaucoup le considéraient comme un homme professionnel et exigeant comme il l'était avec lui-même.
L'un de ses grands principes était de respecter les budgets qui lui étaient accordés. Pour cela, il réalisait les repérages lui-même et des découpages techniques très précis. C'est (entre autres) ce respect des budgets qui lui a valu le respect de la profession et lui a permis de monter ses projets.
Jean Kerchbron était quelqu'un avec de grandes qualités humaines, mais qui avait un caractère bien trempé que tous ne supportaient pas. Il n'essayait pas d'être gentil, d'autant moins s'il sentait qu'on ne l'appréciait pas.

### Un homme engagé, résistant et humaniste
Toute sa vie, Jean Kerchbron est resté un homme engagé et un résistant. Il avait des convictions très fortes qu'il était prêt à défendre avec verve. Il suffit de lire son livre, Faut-il tuer 2 500 000 chômeurs ?, pour s'en convaincre. C’était un homme prêt à se battre seul pour ce qu’il croyait.
Jean Kerchbron a aussi toujours été convaincu du fantastique pouvoir de la télévision pour communiquer la culture au plus grand nombre. Il n'a d'ailleurs eu de cesse d'adapter des œuvres littéraires, de théâtre ou encore de réaliser des documentaires partant à la découverte de l'histoire et de la culture des régions de France ou du monde.
Jean Kerchbron a toujours vu la culture comme « la totalité de la connaissance acquise par tout un peuple et la vitesse de circulation de cette connaissance parmi les individus […], la culture est le monde tel que l'esprit de chacun peut le concevoir et le communiquer ». Cette idée de communication de la culture de chacun était primordiale pour lui. C'est tout le principe de Bonjour Voisin et du Jardin des musiciens évoqués plus haut et dans lesquels Jean Kerchbron était très engagé. Il défendait l'idée du dialogue et pensait que les technologies de communication actuelles devaient être à son service.
Pour lui, seuls un dialogue, un échange intelligent pouvaient amener la demande, puis la technologie, donc l'emploi, permettre aux gens d'avoir un meilleur niveau culturel afin qu'ils puissent vendre, non plus une force musculaire que des machines ont majoritairement remplacée, mais leur intelligence. À l’époque de l’explosion du chômage, Jean Kerchbron était particulièrement convaincu que la culture pouvait être une entité économique créatrice d’emploi et ce par le biais des médias.
Profondément humaniste, il était convaincu que seuls le dialogue et l'échange de la culture de chacun pouvaient permettre aux hommes de sortir des crises actuelles. Pour lui, la télévision devait évoluer dans ce sens. Elle devait passer du flux, du monologue, au dialogue. Affronter le public en direct.

« Il est temps de laisser la parole aux citoyens, de leur donner les moyens de poser leurs questions et d'y répondre en leur offrant la possibilité de discuter les réponses à haute voix, pour que tout le monde bénéficie de leur exemple, et apprenne à poser ses propres questions. L'audio-visuel est l'outil idéal pour sortir de la crise si on le comprend pleinement. Il peut faire naître des idées, provoquer des créations. Nous devons construire un monde où l'on comprendra que la culture c'est le plaisir d'ÊTRE. »

## Filmographie

### Réalisateur

#### Réalisations pour la RTF (1949-1964)
- 1949 : Les Villages de Paris : Garenne sur l’eau, diffusion en octobre 1949
  - Les Villages de Paris : Bercy les Ribotes, diffusion en novembre 1949
  - Les Villages de Paris : La Rotonde de La Villette, diffusion en décembre 1949
- 1950 : Les Villages de Paris : Le Père-Lachaise, rêveries du promeneur solitaire, diffusion en janvier 1950
- 1950 - 1953 : Musique télévisée, 38 films de court-métrage diffusés de 1950 à 1953
  - Au bon coin, diffusion en 1950
  - Potins du passé : Victor Hugo, diffusion en 1950
  - Rêve de placide, diffusion en 1950
- 1952 : 7 rue de la Paroisse, diffusion en 1952
  - La Révolte, diffusion en 1952
  - Entrez sans frapper, diffusion à partir de 1952 pendant 18 mois (une fois par mois environ)
- 1953 : Démétrius, diffusion en 1953
  - La Navette d'après Henry Becque, diffusion en 1953
  - Trois, six, neuf, diffusion en 1953
  - Un vilain monsieur, diffusion en 1953
  - George Dandin d'après Molière, diffusion en 1953
  - Sylvérie ou les Fonds hollandais, diffusion en 1953
- 1954 : Le Mariage d'après Nicolas Gogol, diffusion en 1954
  - Un homme en or d'après Roger Ferdinand, diffusion en 1954
  - Une femme libre d'après Armand Salacrou, diffusion en 1954
  - Arlequin poli par l'amour d'après Marivaux, diffusion en 1954
  - Cette nuit-là, diffusion en 1954
  - Le Chant du berceau d'après Gregorio Martinez-Sierra, diffusion en 1954
  - Vingt-cinq ans de bonheur d'après Lucienne Lemarchand, diffusion en 1954
  - Le Quatrième, diffusion en 1954
  - La Part du feu, diffusion en 1954
  - Colinette d'après Marcel Achard, diffusion en 1954
- 1956 : Cinépanorama, diffusion en mai 1956
  - Topaze d'après Marcel Pagnol, diffusion en 1956
  - Cinépanorama, diffusion en juin 1956
  - Durand bijoutier d'après Léopold Marchand, diffusion en 1956
  - Le Greluchon délicat d'après Jacques Natanson, diffusion en 1956
  - Gros plan sur Pierre Brasseur, diffusion en 1956
  - Édition spéciale[Laquelle ?], diffusion en 1956
  - Gros plan sur Madeleine Robinson, diffusion en 1956
  - Inspecteur Grey d'après Alfred Gragnon et Max Viterbo, diffusion en 1956
- 1957 : Mangeront-ils ? d'après Victor Hugo, diffusion en 1957
  - Cinépanorama, diffusion en 1957
  - Les Folies amoureuses, diffusion en 1957
  - Hommage au travail, diffusion en 1957
  - Monsieur et madame Untel d'après Denys Amiel, diffusion en 1957
- 1957-1959 :  Cabaret du soir, diffusion de 1957 à 1959, environ une fois par mois
- 1957-1958 : Cinépanorama, diffusions le 24 octobre 1957, le 21 novembre 1957, le 19 décembre 1957 et le 16 janvier 1958
- 1958 : Monsieur de Pourcegnac d'après Molière, diffusion le 25 janvier 1958 sur la chaîne 1
  - Cultivons notre jardin, diffusion à partir du 1er février 1958, une fois par mois pendant deux ans
  - Monsieur Henri, diffusion en 1958
  - Cinépanorama, diffusion en 1958
  - Robespierre, diffusion le 6 mai 1958
  - Cinépanorama, diffusion en 1958
  - Le Magazine des explorateurs, diffusion en 1958
  - Bajazet d'après Jean Racine, diffusion le 2 décembre 1958
- 1959 : Le Nouveau Journal des voyages : Capitaine Kidd, diffusion le 3 février 1959
  - Le Nouveau Journal des voyages : le volcan du Kamtchatka, diffusion le 3 février 1959
  - Le Nouveau Journal des voyages : La découverte du détroit de La Pérouse, diffusion le 3 février 1959
  - Discorama du 4 février 1959 au 12 mars 1959, un épisode par semaine
  - Impromptus, diffusion le 2 juillet 1959
  - Le Visage de Lincoln, diffusion en 1959
  - Le Nouveau Journal des voyages : Henri Duveyrier, diffusion en 1959
  - Britannicus d'après Jean Racine, diffusion en avril 1959
  - Le Nouveau Journal des voyages : Brazza, diffusion le 2 juin 1959
  - Le Nouveau Journal des voyages : Le Révérend Père Huc, diffusion le 2 août 1959
  - Le misanthrope d'après Molière, diffusion le 28 septembre 1959 sur la chaîne 1
  - Le Nouveau Journal des voyages, diffusion le 14 octobre 1959
  - Bérénice d'après Jean Racine, diffusion en novembre 1959
  - Les Potins du passé : Petite histoire du père Noël, diffusion le 25 décembre 1959 chaîne 1
- 1960 : Du caf’conc’ au music-hall, 1re diffusion le 15 février 1960 sur chaîne 1
  - L’histoire dépasse la fiction : Lorenzino de Médicis, diffusion le 29 mars 1960
  - Du caf’conc’ au music – hall, diffusion le 9 avril 1960
  - L’histoire dépasse la fiction : Le Sire De Giac, diffusion le 31 mai 1960
  - La Servante du passeur, diffusion le 29 juillet 1960, sur la 1re chaîne
  - L’histoire dépasse la fiction : Vidocq contre Coignard, diffusion le 25 janvier 1960, sur la 1re chaîne
  - Du caf’conc’ au music-hall, diffusion le 11 novembre 1960
  - Et ce fut la Marne, diffusion le 11 novembre 1960 sur la 1re chaîne
  - Du caf’conc’ au music-hall, diffusion le 26 novembre 1960 sur la 1re chaîne
  - Les Santons, diffusion le 24 décembre 1960
- 1961 : L’histoire dépasse la fiction : Les Concini, diffusion le 28/01/1961, sur la 1re chaîne
  - Du caf’conc’ au music-hall, diffusion sur la 1èrechaîne le 18/02/1961
  - L’histoire dépasse la fiction : Fra Diavolo, diffusion le 25/03/1961 sur la 1re chaîne
  - Du caf’conc’ au music-hall, diffusion le 20/04/61
  - Hernani (d'après Victor Hugo), diffusion le 29/04/61
  - L’histoire dépasse la fiction : Le Cid Campeador, diffusion le 16/05/61
  - Du caf’conc’ au music-hall, diffusion le 13/06/1961
  - Du caf’conc' au music-hall, diffusion le 17/06/1961
  - Variations lumino-dynamiques d’après les sculptures de Nicolas Schöffer diffusion le 11/07/1961
  - L’histoire dépasse la fiction : Lucrèce Borgia, diffusion le 23/09/1961.
  - Du caf’conc’ au music-hall, diffusion le 21/10/1961
  - Festival Michel Legrand, diffusion le 27/11/1961
  - Du caf’conc’ au music-hall, diffusion le 23/12/1961
  - Du caf’conc’ au music-hall, diffusion le 23/12/1961
- 1962 :  Du caf’conc’ au music-hall, diffusion le 10/02/1962
  - Festival Franck Pourcel, diffusion le 26/02/1962
  - Du caf’conc’ au music-hall, diffusion le 07/04/1962
  - Écoutez la ballade, diffusion le 05/05/1962
  - Du caf’conc’ au music-hall, diffusion le 02/06/1962
  - Line Renaud en chansons, diffusion le 22/06/1962
  - Du caf’conc’ au music-hall, diffusion le 07/07/1962
  - Du caf’conc’ au music-hall, « La revue des revues », diffusion 13/08/1962
  - Les Vignes du seigneur, diffusion le 22/09/1962
  - Du caf’conc’ au music-hall, diffusion le 13/10/1962
  - Font-aux-cabres, d'après Félix Lope de Vega, diffusion le 13/11/1962
- 1963 : Hôtel de l’Estrapade, diffusion le 25/02/1963
  - Du caf’conc’ au music-hall, diffusion le 30/03/1963
  - Horace d'après Corneille, diffusion le 24/04/1963
  - Les Espagnols en Danemark d'après Prosper Mérimée, diffusion le 21/09/1963 sur la 1re chaîne
  - Du caf’conc’ au music-hall, diffusion le 04/11/1963
  - Et sur toute la gamme, la musique de Paul Misraki, diffusion le 21/12/1963 sur la 1re chaîne
- 1964 : Cinna d'après Corneille, diffusion le 08/01/1964 sur la 1re chaîne
  - Du caf’conc’ au mucic-hall, diffusion le 15/02/1964 sur la 1re chaîne
  - La Cruche cassée d'après Heinrich von Kleist, diffusion le 22/05/1964 sur la 1re chaîne
- 1965 : Du caf’conc’ au music-hall, diffusion le 25/05/1965

#### ORTF (1964-1974)
- 1964 : Du caf’conc’ au music-hall, diffusion le 25/05/1965Pile ou Face, diffusion le 22/10/1964 sur la 1re chaîne.
  - Les murs, diffusion le 14/11/1964 sur la 1re chaîne.
  - Pile ou Face, diffusion le 19/11/1964 sur la 2e chaîne.
  - Pile ou Face, diffusion le 03/12/1964 sur la 2e chaîne.
- 1965 : Du caf’conc’ au music-hall, diffusion le 25/05/1965Pile ou Face, diffusion le 21/01/1965 sur la 1re chaîne.
  - Les Fourberies de Scapin d'après Molière, diffusion le 06/02/1965 sur la 2e chaîne.
  - Le Roi Lear d'après William Shakespeare, diffusion le 13/02/1965 sur la 1re chaîne.
  - Pile ou Face, diffusion le 23/03/1965 sur la 1re chaîne.
  - Pile ou Face, diffusion le 27/04/1965 sur la 1re chaîne.
  - Pile ou Face, diffusion le 29/04/1965 sur la 1re chaîne.
  - Le Jardin extraordinaire, diffusion le 02/10/1965 sur la 1re chaîne.
  - Magellan, mer libre (série Hommes de caractère), diffusion le 05/10/1965 sur la 1re chaîne 819 lignes.
  - Le Mystère de la chambre jaune d'après Gaston Leroux, 1er épisode : Rouletabille, diffusion le 21/11/1965 sur la 1re chaîne.
  - Le Mystère de la chambre jaune, 2e épisode, diffusion le 04/12/1965 sur la 1re chaîne.
  - Mer libre (diffusion le 03/10/1965)
  - Du caf’conc’ au music-hall, diffusion le 25/05/1965 : Du caf’conc’ au music-hall, diffusion le 25/05/1965
- 1966 : Hommes de caractère : L’Échantillon, diffusion le 18/06/1966 sur la 1re chaîne.
  - Antony d'après Alexandre Dumas, diffusion le 08/11/1966 sur la 1re chaîne.
- 1967 : Le Golem d'après Gustav Meyrink, diffusion le 18/02/1967 sur la 2e chaîne.
  - La Parisienne d'après Henry Becque, diffusion le 13/06/1967 sur la 1re chaîne.
  - Hommes de caractère : Alerte à Jonzac, diffusion le 17/06/1967 sur la 1re chaîne.
  - Bruant, diffusion le 02/09/1967 sur la 1re chaîne.
  - Marion Delorme d'après Victor Hugo, diffusion le 02/12/1967 sur la 2e chaîne.
  - Festival des animaux, diffusion le 30/12/1967 sur la 2e chaîne.
- 1968 :  La Mendigote d'après Thérèse de Saint Phalle, diffusion le 20/02/1968 sur la 1re chaîne.
  - Iphigénie d'après Jean Racine, diffusion le 23/07/1968 sur la 1re chaîne.
  - Cinéma, diffusion le 08/08/1968 sur la 1re chaîne.
  - Kœnigsmark d'après Pierre Benoit, diffusion le 12/09/1968 sur la 1re chaîne.
  - Histoire du cirque : Le Repas au zoo, diffusion le 25/12/1968.
- 1969 :  Hommes de caractère : Le Vol du goéland, diffusion le 25/01/1969 sur la 1re chaîne.
  - Les Corbeaux d'après Henry Becque, diffusion le 22-04-1969 sur la 1re chaîne.
  - La Chandelle d'après Thérèse de Saint Phalle, diffusion le 30/09/1969 sur la 1re chaîne.
  - Les Eaux mêlées d'après Roger Ikor, diffusion le 06/12/1969 sur la 1re chaîne.
  - Une nuit à Paris, diffusion le 25/12/1969 sur la 1re chaîne.
- 1970 : Adieu Mauzac, diffusion le 25/04/1970 sur la 1re chaîne.
  - L'Avocat du diable, diffusion le 26/04/1970 sur la 2e chaîne.
  - Tango d'après Sławomir Mrożek, diffusion le 07-07-1970 sur la 2e chaîne.
- 1971 : La Vie agréable, diffusion le 02/03/1971 sur la 1re chaîne.
  - L'Homme qui rit d'après Victor Hugo, 1er épisode Les Comprachicos, diffusion le 08/11/1971 sur la 2e chaîne.
  - L'Homme qui rit, 2e épisode Les Grands de ce monde, diffusion le 15/11/1971 sur la 2e chaîne.
  - L'Homme qui rit, 3e épisode Par ordre du roi, diffusion 22/11/1971 sur la 2e chaîne.
- 1972 :  L’Atlantide (d'après Pierre Benoit), diffusion le 24/02/1972 sur la 2e chaîne.
- 1973 :  L'Équipe (d'après Francis Carco), diffusion le 28/02/1973 sur la 2e chaîne.
  - Musique du Cameroun épisodes 1-2-3-4, diffusion en 1973 sur la 1re chaîne.
- 1974 : Président Faust, diffusion le 12/01/1974.
  - Julie Charles, diffusion le 18/05/1974 sur la 1re chaîne.
  - Samsoen ou la Désespérance d’Emmanuel Looten, diffusion le 18/05/1974 sur la 3e chaîne.
  - À trois temps d'après Thérèse de Saint Phalle, diffusion le 15/06/1974 sur la 1re chaîne.

#### 1974-1994
- 1974 : Les Jardins du roi (d'après Jacques Tournier), diffusion 20/09/1974 sur A2.
- 1975 : Les Malfaisants (d'après Fred Noro) diffusion le 22/01/1975 sur TF1.
- 1976 : Les Enquêtes du commissaire Maigret : Maigret a peur (d'après Georges Simenon), diffusion le 22/03/1976 sur TF1.
  - Les Roses de Mañara, diffusion le 24/03/1976 sur TF1.
  - Torquemada (d'après Victor Hugo), diffusion le 02/09/1976 sur A2.
  - Le Dernier des Camarguais, diffusion le 22/09/1976 sur FR3.
  - Commissaire Moulin : L'Évadé, diffusion en 1976 sur TF1.
- 1977 : Les Enquêtes du commissaire Maigret : Lognon et les Gangsters (d'après Georges Simenon), diffusion le 05/02/1977 sur A2.
- 1978 : Les Pirates de la mer en Aquitaine, diffusion le 12/02/1978 sur FR3.
  - Les Pirates de la mer en Méditerranée, diffusion en 1978 sur FR3.
  - Les Pirates de la mer la Marée blonde, diffusion en 1978 sur FR3.
  - Les Pirates de la mer le Nord, diffusion en 1978 sur FR3.
  - La Vierge folle (d'après Henry Bataille), diffusion le 28/08/1978 sur A2.
  - La Main coupée (d'après Blaise Cendrars), diffusion le 20/09/1978 sur TF1.
- 1979 :  La Maréchale d'Ancre (d'après Alfred de Vigny), diffusion le 11/01/1979 sur A2.
  - Commissaire Moulin : Fausse note, diffusion le 23/09/1979 sur TF1.
  - Marie Stuart (d'après Friederich Schiller), retransmission en différé le 06/07/1979 sur TF1.
  - La Fête des moissons, diffusé en direct le 28/07/1979.
  - Le Pape des escargots (d'après Henri Vincenot), 3 épisodes, diffusion en novembre 1979 sur FR3.
- 1980 :  Bonjour voisin,  le 26/01/1980 sur FR3.
  - Francis Perrin, antenne à …, diffusion le 23/08/1980 sur A2.
- 1981 : Square x, diffusion 31/03/1981 sur TF1.
  - Commissaire Moulin : L'Amie d'enfance, diffusion en 1981 sur TF1.
  - Au théâtre ce soir :  Alain, sa mère et sa maîtresse (de Paul Armont et Marcel Gerbidon), réalisation Pierre Sabbagh, Théâtre Marigny - diffusion le 13/07/1981 sur  TF1.
  - Au théâtre ce soir : Ce que femme veut (d'Alfred Savoir et Étienne Rey), réalisation Pierre Sabbagh, théâtre Marigny - , diffusion en 1981 sur TF1.
  - Le Piège à loup (d'après Vercors), diffusion le 17/09/1981 sur la TF1.
- 1982 :  Georges Dandin (d'après Molière), diffusion le 07/02/1982 sur FR3.
  - Le Rêve d'Icare, diffusion le 28/08/1982 sur A2.
  - Le Dialogue des Carmélites, diffusion le 16/10/1982 sur FR3.
  - Phèdre (d'après Jean Racine), diffusion le 29/11/1982 sur A2.
- 1983 : Les Beaux Quartiers d'après Louis Aragon adaptation et dialogues Paul Savatier, 1er épisode diffusé le 31/03/1983, 2e épisode diffusé le 16/04, 3e épisode diffusé le 23/04 sur TF1.
  - Droit de question, diffusion le 21/07/1983 sur TF1.
  - Rencontre au jardin des musiciens à HEC, diffusion le 06/10/1983 sur TF1.
- 1984 : Le Château (d'après Kafka), diffusion le 05/10/1984 sur TF1.
- 1985 : L'Honneur des Canlorbe (d'après Roger Colombani), diffusion le 01/08/1985 sur TF1.
  - L'Hôtel du siècle, 26 épisodes diffusés du 14/08/1985 au 06/09/1985  sur A2.
- 1986 : Grand Hôtel, 6 épisodes diffusés du 05/02/1986 au 12/03/1986 sur TF1.
- 1987 :  La Baleine blanche d'après Jacques Lanzmann, 2 épisodes, diffusion le 26/11/1987 et le 03/12/1987 sur TF1.
- 1988 : Les Enquêtes du commissaire Maigret : L’Homme de la rue d'après Georges Simenon, diffusion le 25/12/1988 sur TF1.
- 1994 : De Serge Gainsbourg à Gainsbarre (1958-1991), segment Le Claqueur de doigts (1959), diffusion en 1994.

### Scénariste
- Le Tour d'écrou avec Paule de Beaumont d'après Henry James
- Vingt-cinq Ans de bonheur d’après Lucienne Lemarchand.
- Le Greluchon délicat d’après Jacques Natanson.
- Mangeront-ils ? d’après Victor Hugo.
- Hernani d’après Victor Hugo.
- Hôtel de l'estrapade
- Les Espagnols en Danemark d’après Prosper Mérimée.
- Les Murs
- Les Fourberies de Scapin d’après Molière
- Le Mystère de la chambre jaune,  d’après Gaston Leroux
- Antony d’après Alexandre Dumas
- Le Golem d’après Gustav Meyrink
- Marion Delorme d’après Victor Hugo
- La Mendigote d’après Thérèse de Saint Phalle
- Iphigénie d’après Jean Racine
- Les Corbeaux d’après Henry Becque
- La Chandelle d’après Thérèse de Saint Phalle
- Les Eaux mêlées d’après Roger Ikor
- Une nuit à Paris
- La vie agréable
- L'Homme qui rit d’après Victor Hugo
- Paule d’après Beaumont
- L’Atlantide d’après Pierre Benoit
- L’Équipe d’après Francis Carco
- Ma rue Lourmarin
- Président Faust
- À trois temps d’après Thérèse de Saint Phalle
- Les Jardins du roi
- Les Malfaisants d’après Fred Noro
- Les Roses de Mañara
- Torquemada d’après Victor Hugo
- La Main coupée d’après Blaise Cendrars
- La Vierge folle d’après Henry Bataille
- La Maréchale d’Ancre d’après Alfred de Vigny
- Le Pape des escargots d’après Henri Vincenot
- Le Rêve d'Icare
- Le Château d’après Kafka
- La Baleine blanche d’après Jacques Lanzmann
- Vacances en Enfer

### Metteur en scène
- 1981 : Au théâtre ce soir : Alain, sa mère et sa maîtresse de Paul Armont et Marcel Gerbidon, réalisation Pierre Sabbagh, théâtre Marigny
- 1981 : Au théâtre ce soir : Ce que femme veut d'Alfred Savoir et Étienne Rey, réalisation Pierre Sabbagh, théâtre Marigny
- 1982 : Au théâtre ce soir : La Foire aux sentiments de Roger Ferdinand, réalisation Pierre Sabbagh, théâtre Marigny

## Distinctions
- Premier prix au concours des jeunes compagnies théâtrales à Alger, pour la mise en scène de l’Ours et la Lune de Paul Claudel et Don Cristobal de Federico García Lorca ;
- Grand prix de la critique de télévision pour ses réalisations de théâtre classique 1959 ;
- Prix Albert-Ollivier 1974 ;
- Prague d’Or au festival de Prague 1983.